# Župnija Polhov Gradec
Župnija Polhov Gradec je rimskokatoliška teritorialna župnija dekanije Ljubljana - Vič/Rakovnik nadškofije Ljubljana.
Župnijska cerkev je cerkev Marijinega rojstva.

## Zgodovina
Župnija je bila ustanovljena leta 1296, ko se je odcepila od župnije Ljubljana - Šentvid.

### Farne spominske plošče
V župniji so postavljene Farne spominske plošče, na katerih so imena vaščanov iz okoliških vasi (Babna gora, Belica, Belo, Briše, Dolenja vas, Dvor, Hrastenice, Log, Podreber, Polhov Gradec, Praproče, Pristava, Selo, Setnica, Setnik, Smolnik in Srednja vas) ki so padli nasilne smrti na protikomunistični strani v letih 1942-1945. Skupno je na ploščah 144 imen.